# Leonard Gyllenhaal
Leonard Gyllenhaal (Ribbingsberg, 3 de dezembro de 1752 – Skaraborg, 13 de maio de 1840) foi um militar e entomologista da Suécia.